# Mikhail Shakhov
Pour les articles homonymes, voir Shakhov.
Mikhail Shakhov (né le 20 novembre 1931 à Saratov (RSFR) et mort le 8 août 2018) à Kiev (Ukraine)) est un lutteur soviétique puis ukrainien spécialiste de la lutte libre.
Il participe aux Jeux olympiques d'été de 1956 et aux Jeux olympiques d'été de 1960. En 1956, il remporte la médaille de bronze en combattant dans la catégorie des poids coqs (52-57 kg).

## Palmarès

### Jeux olympiques
- Jeux olympiques de 1956 à Melbourne,  Australie
  -  Médaille de bronze.